# Сальвий Альбийский
Сальвий (умер 10 сентября 584 года) — святой епископ Альбийский. День памяти — 10 сентября.
Выходец из благородной семьи, святой Сальвий получил хорошее образование юриста. Впоследствии стал монахом и жил отшельником, после чего был прибл. в 574 году был избран епископом. Окормляя свою паству в период голода и болезней, умер от чумы. Был похоронен сначала в монастыре, потом в Альби, в храме, носящем его имя. Во время ремонта в XVIII веке точное место захоронения было утрачено.